# 小岩井貞夫
小岩井 貞夫（こいわい さだお、1893年〈明治26年〉4月14日 - 没年不明）は、日本の政治家（神奈川県会議員、横浜市会議員）、地主、神奈川県多額納税者。早稲田大学評議員。

## 人物
神奈川県人・小岩井義八の長男。1917年、早稲田大学大学部商科卒業。茂木合名会社機械部に勤務した。県会議員、全関東連盟野球団会長、国民同盟県支部総務をつとめた。貴族院多額納税者議員選挙の互選資格を有した。
趣味は運動、政治、釣。宗教は真宗。住所は横浜市中区（現・南区）三春台、同区南太田町。

## 家族・親族
小岩井家　
- 父・義八（1866年 - ?、市議員[6]、神奈川県多額納税者、貸地業[7][8]、農業[9]、地主[10]） - 貴族院多額納税者議員選挙の互選資格を有した[7]。
- 母・ハナ（1873年 - ?）[3]
- 弟・建治[1]、あるいは健治[3]（1899年 - ?）
- 妹・イセ（1908年 - ?、神奈川、田邊太一郎の妻）[3]
- 妻・元子（1902年 - ?、神奈川、松永市蔵の五女[4]、あるいは六女[3]）
- 長男、長女、二男、三男、二女、四男、男、女[4]